# Château de Roncée
Le château de Roncée est un château situé à Panzoult (Indre-et-Loire) et classé aux monuments historiques le 18 février 1924.